# Das Buch der Liebe (Karl May)
Das Buch der Liebe erschien 1876 und kann, auch wenn Karl May viele Passagen zwecks Arbeitsersparnis aus anderen Werken übernommen hat, als sein Erstlingswerk gelten.

## Vorläufer
Die Geheimnisse der Venustempel aller Zeiten und Völker oder Die Sinnenlust und ihre Priesterinnen. Geschichte der Prostitution und ihrer Entstehung, sowie die Darlegung ihrer Folgen auf die Entwickelung der Menschheit war ein erotisches Lieferungswerk aus dem Hause Münchmeyer.
Bereits Ende 1874 wird das Werk – gemeinsam mit dem medizinischen Aufklärungsbuch Die Geschlechtskrankheiten des Menschen und ihre Heilung. Mit besonderer Berücksichtigung der Syphilis, ihrer Entstehung und Folgen. Mit über 100 allopathischen, sowie homöopathischen Recepten versehen, zur Heilung aller Krankheiten, welche die Geschlechtsorgane betreffen – in Preußen und Österreich-Ungarn verboten.

## Das Buch der Liebe
Das anonym im Verlag von Heinrich Gotthold Münchmeyer in Dresden erschienene Buch der Liebe trug den Untertitel: Wissenschaftliche Darstellung der Liebe nach ihrem Wesen, ihrer Bestimmung, ihrer Geschichte und ihren geschlechtlichen Folgen, nebst eingehender Besprechung aller Geschlechts-, Frauen- und Kinderkrankheiten mit besonderer Berücksichtigung des Wochenbettes nebst Anleitung zur Heilung sämmtlicher Krankheiten. Geschrieben und herausgegeben nur für erwachsene und wissenschaftlich gebildete Leute. Es enthält zwar auch Texte, die nicht von May stammen, ist jedoch das erste Buch, das er als verantwortlicher Redakteur veröffentlichte.
Entstanden ist es, weil Münchmeyer das in seinem Verlag vertriebene, jedoch verbotene Aufklärungswerk Die Geschlechtskrankheiten des Menschen und ihre Heilung trotzdem noch – wegen der Zensur teilweise in neuem Gewand – verwerten wollte. May teilte den vorhandenen Text in drei Teile und entschärfte ihn, indem er durch eigene Passagen neue Aspekte hineinbrachte und die bereits vorhandenen Texte neu zusammenstellte.
Das Buch der Liebe bestand aus 3 Abteilungen:
- [Erste Abtheilung ohne Titel] (möglicherweise vollständig von Karl May);
- Zweite Abtheilung: Die Geschlechtskrankheiten des Menschen und ihre Heilung. Mit besonderer Berücksichtigung der Syphilis, ihrer Entstehung und Folgen (vermutlich nicht von May, sondern höchstens von ihm bearbeitet);
- Dritte Abtheilung: Die Liebe nach ihrer Geschichte. Darstellung des Einflusses der Liebe und ihrer Negationen auf die Entwickelung der menschlichen Gesellschaft (mit Sicherheit teilweise von May verfasst).

### Erste Abteilung
Die erste und kürzeste, aber auch eigenständigste Abteilung des Buchs der Liebe trägt in der Originalausgabe weder eine Überschrift noch besitzt sie Kapitelbezeichnungen; durch den Haupttitel und das Vorwort lässt sich jedoch leicht ermitteln, dass sie Die Liebe nach ihrem Wesen und ihrer Bestimmung überschrieben sein sollte. Als Motto ist ihr ein Zitat des Apostels Paulus aus seinem ersten Brief an die Korinther vorangestellt, dem dann noch zahlreiche weitere Bibelzitate folgen. Damit ist ein ganz anderer Ton angeschlagen als in den gleichzeitig erschienenen ersten Lieferungen der zweiten Abteilung, die u. a. über die männlichen Geschlechtsorgane informierten, eine Dissonanz, die sich im Folgenden noch vergrößerte und sicher viele Leser daran zweifeln ließ, dass der Bibelexeget und der Sexualmediziner wirklich ein und dieselbe Person sein sollten.

### Zweite Abteilung
Immerhin konnten die Leser aber auch in der zweiten Abteilung über die Geschlechtskrankheiten des Menschen und ihre Heilung im Zusammenhang mit der Beschneidung Bibelverweise finden, denn May hatte die allzu blutrünstige Beschreibung der Beschneidungstechnik bei den Juden durch eine (vermutlich aus einem Nachschlagewerk übernommene) Schilderung ihrer kulturellen und religiösen Bedeutung ersetzt: ein weiteres Beispiel dafür, dass er den medizinischen Teil auch textlich abzuschwächen suchte.

### Dritte Abteilung
Als bibelfest erweist der gewesene Katechet sich auch sonst im Buch der Liebe; zugleich aber verrät sich in seinen Äußerungen zum „Buch der Bücher“ wie zur christlichen Religion überhaupt eine erstaunlich kritische und selbstständige, durch die Gedanken der Aufklärung beeinflusste Haltung. Nicht nur wird die Bibel als historisches und narratives Menschenwerk gewertet (und nicht etwa als verbindliche Selbstmitteilung Gottes), auch zentrale Kirchendogmen, wie die Existenz des Teufels und der Hölle, die göttliche Trinität und sogar die Gottessohnschaft Jesu Christi, werden weitgehend verworfen. Stattdessen identifiziert May Gott mit der Liebe und fordert eine an der Bergpredigt orientierte Liebesreligion ein, die im Bündnis mit der Wissenschaft, die gerade in dieser Zeit zu revolutionären Erkenntnissen vordrang, hinzuwirken habe auf ein utopisches Reich der Nächstenliebe und des Friedens. Damit nimmt May bereits im Buch der Liebe Gedanken vorweg, wie er sie ähnlich dezidiert erst wieder im Spätwerk formulierte, als er die Losung „Empor ins Reich der Edelmenschen“ gefunden hatte.
In dieser dritten Abteilung des Buches der Liebe, bezeichnenderweise im Kapitel Im Dunkel der Vorzeit (III-115), verwendete Karl May die ersten vier Zeilen des Gedichts Wenn um die Berge von Befour, und lieferte gleich noch eine Deutung dazu. Das Gedicht wurde von ihm noch weitere vier Mal in seinen Werken erwähnt: im „Briefkasten“ von Schacht und Hütte, in Scepter und Hammer, in Der verlorne Sohn und in der (gekürzten) Episode In der Heimath.
In Allerlei von Karl May berichtete Marie Hannes:
„… Und er rezitierte ein längeres formvollendetes Gedicht, was die Reize Indiens in glühenden Farben beschrieb und mir sehr gefiel – […] – Onkel Karl fragte jetzt nun, 'wie gefällt Dir?' 'Es ist wunderschön', sagte ich mit Überzeugung. 'Nein', rief nun Onkel Karl mit starker Stimme aus, daß ich zusammenschrak – 'es ist nicht schön – schlecht ist es, ganz schlecht. Denn sieh – in diesem Gedichte habe ich – wenn auch halb unwillkürlich – zuviel Wert auf Sprache gelegt, auf die fremde exotische Form, es ist mit Indienismen gespickt, die imponieren sollen und den inneren Wert des Gedichts töten …“

## Buchausgaben
1988/89 erschien ein Reprint der Karl-May-Gesellschaft in zwei Bänden, für den Gernot Kunze als Herausgeber fungierte. Band I enthält den reprographischen Nachdruck, bei Band II handelt es sich um einen Kommentarband. Im Jahrbuch der Karl-May-Gesellschaft 2009 erschien dazu eine von Regina Zenzen eingeleitete Ergänzung der im Band I fehlenden Seiten der dritten Abteilung.
Als Band 87 wurde Das Buch der Liebe 2006 in die Reihe Karl May’s Gesammelte Werke des Karl-May-Verlages aufgenommen.

## Karl May überDas Buch der Liebe

### InDer verlorne Sohn
„Sie sprachen vorhin von Geschäftsverbindungen; dies ist allerdings nicht der Fall, obgleich es, streng genommen, eigentlich doch ein geschäftlicher Grund ist, welcher mich veranlaßt, nach dieser Melitta zu fragen.“
Jetzt kam es ihm gelegen, dass er sich vorhin für einen Schriftsteller ausgegeben hatte. Er erklärte also:+
„Ich habe nämlich von meinem Verlagsbuchhändler den Auftrag erhalten, ein Buch über das Thema zu schreiben: Die Liebe in ihren socialen Beziehungen –“
„Hm, ein hochinteressantes Thema!“
„Gewiß. Eine solche Arbeit erfordert umfassende Vorstudien. Diese habe ich beendet; nur in einer Beziehung bin ich noch unwissend, nämlich in Hinsicht auf diejenige Liebe, welche sich hingiebt, ohne Gegenliebe dafür zu beanspruchen.“
„Sagen Sie es nur frei heraus! Sie meinen die käufliche Liebe, wie sie in gewissen Häusern zu finden ist?“
„Ja, diese meine ich. In dieser Hinsicht besitze ich nicht die mindeste Erfahrung.“
„Ah! Sie wollen nun diese Erfahrung machen und daher Fräulein Melitta aufsuchen?“
„So ist es.“

### InDeutsche Herzen – Deutsche Helden
„Ja, das ist die Liebe. Ich habe einmal in einem Buche gelesen. Es betitelte sich: Die Liebe, ihr Wesen, ihre seelischen Eigenschaften und ihre körperlichen Folgen. Darinnen stand geschrieben, daß - - -“
„Wie?“ fiel er ihr erstaunt in die Rede. „In diesem Buche hast Du gelesen?“
„Ja.“
„Auch von den körperlichen Folgen der Liebe?“
„Ja. Es stand ja da, und so mußte ich es lesen.“
„Du warst eine Dame; Du hattest nie geliebt. Wie kommst Du zu diesem Buche?“
„Eine Freundin besaß es. Sie lobte es sehr; da wurde ich neugierig, und sie borgte es mir.“
„Waren etwa auch Abbildungen dabei?“
„Ja.“
„Donnerwetter! So ein Buch sollte niemals in weibliche Hände kommen.“
„Warum nicht? Muß das Weib dumm und unwissend sein? Darf das Mädchen nichts lernen? Darf es nicht wissen, welche Ansprüche später an ihren Körper gemacht werden? Fällt das Mädchen nicht viel leichter in Versuchung und Stricke, wenn es nicht weiß, was es nothwendig wissen muß?“
„Du magst Recht haben. Also was stand in dem Buche geschrieben?“
Er merkte gar nicht, daß die Schlaue, welche so vertrauensvoll und hingebend, so zart, so heilig und rein in seinen Armen lag, eine raffinierte Courtisane war und nur mit ihm spielte. Sie antwortete:
„Es stand darin: Wenn es bei einem Kusse so wie tausend Seeligkeiten durch den Körper schauert, das ist die Liebe. Und Derjenige, der so einen Kuß giebt, der ist der Richtige.“
„Dich hat es bei meinem Kusse so durchschauert?“
„Ja.“
„Wie oft aber schon vorher?“
„Es war zum allerersten Male. So ein Gefühl habe ich noch niemals gehabt.“
„So bin ich der Richtige?“
„Wenn das Buch die Wahrheit gesagt hat. Das Mädchen muß beim Kusse fühlen, daß es unmöglich ist, dem Küssenden zu widerstehen.“